# جون كيث (لاعب كرة قدم كندية)
جون كيث (بالإنجليزية: John Keith)‏ هو لاعب كرة قدم كندية أمريكي، ولد في 24 أبريل 1986 في بالمديل في الولايات المتحدة.